# Chinesisch-Deutsche Hochschule für Angewandte Wissenschaften
Die Chinesisch-Deutsche Hochschule für Angewandte Wissenschaften (kurz CDHAW; chinesisch 同济大学中德工程学院, Pinyin Zhōng dé gōngchéng xuéyuàn) wurde 2004 auf Initiative des deutschen Bundesministeriums für Bildung und Forschung, Ministerin Edelgard Bulmahn, und dem chinesischen Ministry of Education, Minister Zhou Ji, an der Tongji-Universität in Shanghai gegründet. Die CDHAW gehört zusammen mit dem Chinesisch-Deutschen Hochschulkolleg und dem Chinesisch-Deutschen Institut für Berufsbildung zur Chinesisch-Deutschen Hochschule an der Tongji-Universität.

## Träger der CDHAW
Träger der binationalen Hochschule sind die Tongji-Universität und das Konsortium „Deutsches Hochschulkonsortium für Internationale Kooperationen“, abgekürzt DHIK. Im DHIK haben sich 30 Hochschulen zusammengeschlossen. Der Direktor der CDHAW ist seit 2007 Feng Xiao. Der Sprecher des Konsortiums ist seit 2013 Dieter Leonhard, Rektor der Hochschule Mannheim. Als Gesamtkoordinator auf deutscher Seite wirkt seit 2004 Hans-Wilhelm Orth, ehemals Rektor der Fachhochschule Lübeck. Jeder der vier Studiengänge hat in Deutschland einen Koordinator, der die Zusammenarbeit der am jeweiligen Studiengang mitwirkenden deutschen Hochschulen organisiert.

## Bildungspolitisches Modellprojekt
Die CDHAW wurde als bildungspolitisches Modellprojekt gegründet, um das deutsche Fachhochschulmodell in China einzuführen und zu etablieren. Ziel der CDHAW ist es, für chinesische Studierende ein Hochschulstudium anzubieten, das dem Muster der wissenschaftsbasierten und praxisnahen Ausbildung an deutschen Fachhochschulen folgt. Außerdem sollen die Studierenden durch das Erlernen der deutschen Sprache und dem einjährigen Aufenthalt in Deutschland ihren Deutschlandbezug entwickeln. Dieses Modell soll auch anderen chinesischen Hochschulen als Muster dienen. Deutsche Studierende können gleichfalls ein Auslandsstudienjahr an der CDHAW in Shanghai absolvieren.

## Studienangebot der CDHAW
Die CDHAW bietet vierjährige Doppel-Bachelorprogramme in den Studiengängen Fahrzeugtechnik, Gebäudetechnik, Mechatronik und Wirtschaftsingenieurwesen an. Neben den Lehrveranstaltungen in chinesischer Sprache ist ein wichtiges Element der Lehrexport von mehreren Modulen durch deutsche Hochschullehrer zur CDHAW nach Shanghai. Als weiteres wichtiges Element wurde der Deutsch-Unterricht mit 1.200 Stunden in das Studium integriert. Für die Fortführung des Studiums in Deutschland wird das Bestehen des „Test Deutsch als Fremdsprache TestDaF“ vorausgesetzt.
Das vierte Studienjahr findet in Deutschland statt und wird an einer der 26 deutschen DHIK-Partnerhochschulen mit einem Studiensemester und einer Praxisphase / Bachelor-Arbeit in einem deutschen Unternehmen absolviert.
Die Studiengänge Fahrzeugtechnik, Gebäudetechnik und Mechatronik wurden 2009 von der Akkreditierungsagentur AQAS akkreditiert und 2014 reakkreditiert. Der später eingeführte Studiengang Wirtschaftsingenieurwesen wurde 2011 von AQAS positiv akkreditiert.
Die CDHAW ist auf dem Jiading Campus der Tongji-Universität untergebracht. Hier befinden sich auch die Labore für die vier Studiengänge.

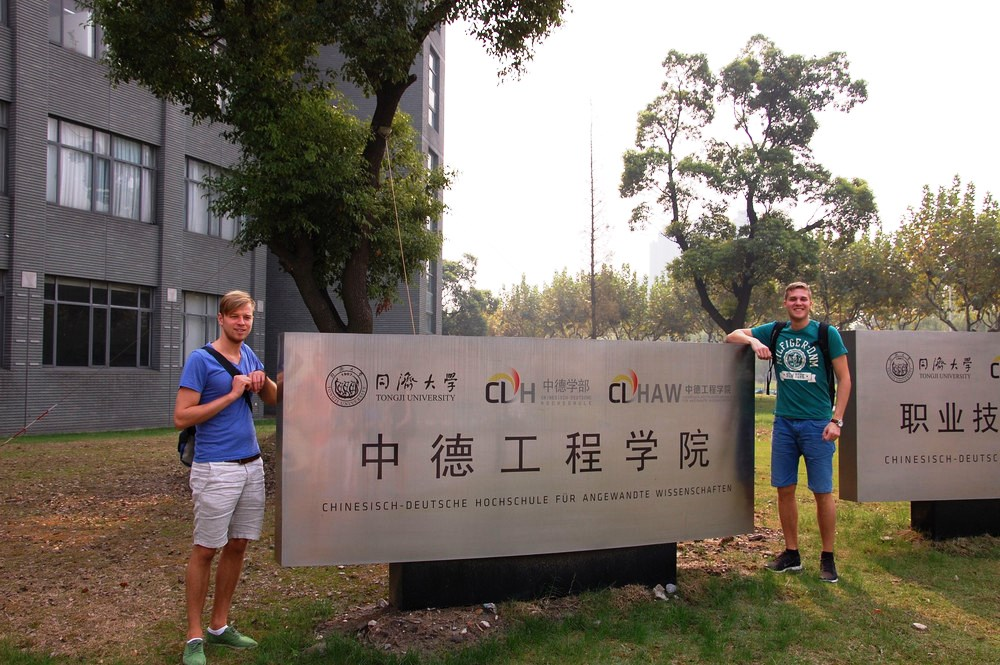
CDHAW-Schild auf dem Jiading Campus der Tongji-Universität, Okt. 2013

Im Jahr 2014 wurde das 10-jährige Jubiläum der CDHAW in Shanghai und in Berlin gefeiert.
Seit den ersten Bachelor-Abschlüssen im Jahr 2008 haben insgesamt 900 chinesische Studierende das Studium abgeschlossen, davon erhielten 650 Studierende den deutsch-chinesischen Doppelabschluss. Deutsche Studierende können gleichfalls ein Studienjahr in Shanghai absolvieren. Bisher haben 230 deutsche Studierende in Shanghai studiert, davon haben 150 den Doppelabschluss erhalten (Stand: Januar 2015).

## Partnerhochschulen
Zum Deutschen Hochschulkonsortium für Internationale Kooperationen DHIK gehören in Deutschland folgende 26 Hochschulen mit insgesamt 203.420 Studierenden (Stand: WS 2013/14):
- Fachhochschule Aachen
- Hochschule Aalen
- Hochschule Aschaffenburg
- Beuth Hochschule für Technik Berlin
- Hochschule für Technik und Wirtschaft Berlin
- Fachhochschule Bingen
- Hochschule Bochum
- Technische Hochschule Brandenburg
- Hochschule Coburg
- Fachhochschule Erfurt
- Hochschule Esslingen (Sprecher des Konsortiums, 2004–2013: Rektor Jürgen van der List, Rektor Bernhard Schwarz)
- Technische Hochschule Ingolstadt
- Ernst-Abbe-Hochschule Jena
- Fachhochschule Kiel
- Fachhochschule Köln
- Hochschule Niederrhein Krefeld
- Hochschule Mannheim (Sprecher des Konsortiums, seit 2013: Rektor Dieter Leonhard)[4]
- Hochschule für angewandte Wissenschaften München
- Fachhochschule Münster
- Technische Hochschule Nürnberg Georg Simon Ohm
- Hochschule für Technik und Wirtschaft des Saarlandes  Saarbrücken
- Brandenburgische Technische Universität Cottbus-Senftenberg
- Hochschule Harz Wernigerode
- Hochschule RheinMain Wiesbaden
- Ostfalia Hochschule für angewandte Wissenschaften  Wolfenbüttel
- Hochschule Zittau/Görlitz
- Westsächsische Hochschule Zwickau

## Auszeichnungen
2011 erhielt die CDHAW die Auszeichnung Modelleinrichtung für chinesisch-ausländische Bildungszusammenarbeit in der Stadt Shanghai.
Bei den dritten Deutsch-Chinesischen Regierungskonsultationen am 10. Oktober 2014 in Berlin wurde der Aktionsrahmen für die deutsch-chinesische Zusammenarbeit „Innovationen gemeinsam gestalten!“ beschlossen. Im vierten Abschnitt „Zusammenarbeit in Bildung und Kultur: Austausch und gegenseitiges Lernen“ führt der Aktionsrahmen die CDHAW als Erfolgsbeispiel für eine enge Hochschulzusammenarbeit beider Länder auf.

## Freundesverein und Alumniverein
In Deutschland gründeten 2007 die Mitglieder des Hochschulkonsortiums den Verein Freunde der CDHAW e. V. zur Unterstützung der CDHAW. Die Alumni der Hochschule haben sich im Verein der CDHAW-Absolventen und Mitglieder der Tongji-Universität CAMT zusammengefunden. Sowohl in China als auch in Deutschland finden regelmäßige Treffen der Absolventen statt.

## Veröffentlichungen
- Festschrift zum 10-jährigen Jubiläum der CDHAW: 2004–2014 (PDF)
- Internationalisierungsstrategien der Fachhochschulen, Bad Wiesseer Kreis, Mai 2006 (PDF)
- Fachhochschule goes International, Bad Wiesseer Kreis, Mai 2010 (PDF)
- Gemeinsame Deutsch-Chinesische Studien- und Promotionsprogramme, Hochschulrektorenkonferenz, Mai 2010 (PDF)
- Deutsche Bildungsexporte für Chinas Ingenieure, VDI Nachrichten, Mai 2012 (PDF)
- Junge Chinesen zieht es an deutsche Fachhochschulen, VDI Nachrichten, Februar 2015 (online)